# Royston (Hertfordshire)
Royston – miasto w Anglii, w hrabstwie Hertfordshire, w dystrykcie North Hertfordshire. Leży 29 km na północ od miasta Hertford i 61 km na północ od centrum Londynu. W 2001 miasto liczyło 14 570 mieszkańców.

## Zabytki i atrakcje turystyczne
- Jaskinia Roystone odkryta w 1742, słynąca z tajemniczych płaskorzeźb.